# Anagyris foetida
Anagyris foetida L., 1753  è una pianta della famiglia  delle Fabacee (o Leguminose) chiamata volgarmente legno puzzo per il suo odore sgradevole.

## Descrizione

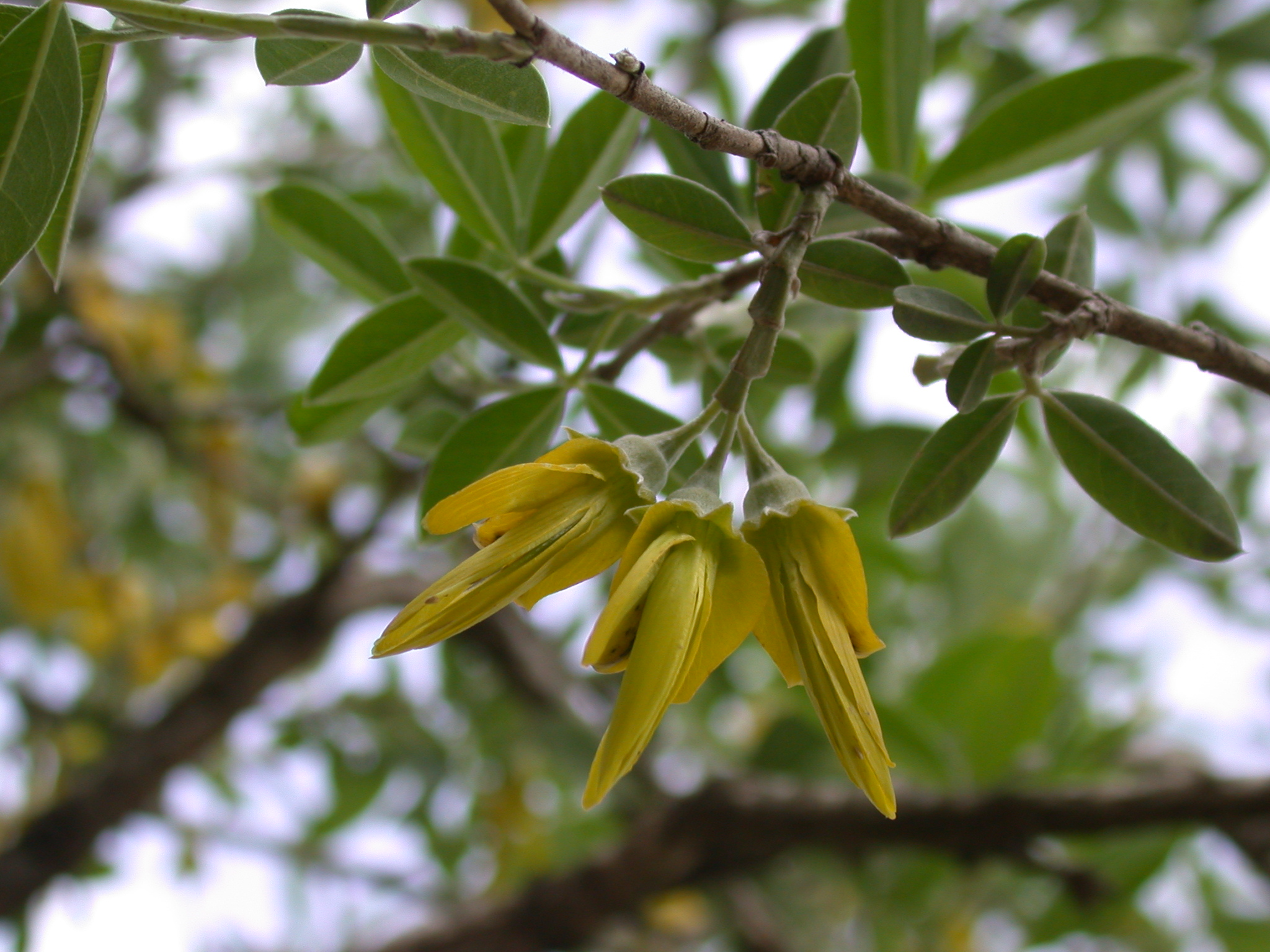
Foglie e fiori di Anagyris foetida

Il legno puzzo è un arbusto alto solitamente 1–2 m, eccezionalmente fino a 4 m.
Le foglie sono composte di tre foglioline (trifoliate) e sono anch'esse fonte dell'odore sgradevole (ma non proprio fetido come vorrebbe il nome). Il legno puzzo ha la particolarità di perdere le foglie durante la secca estate mediterranea.

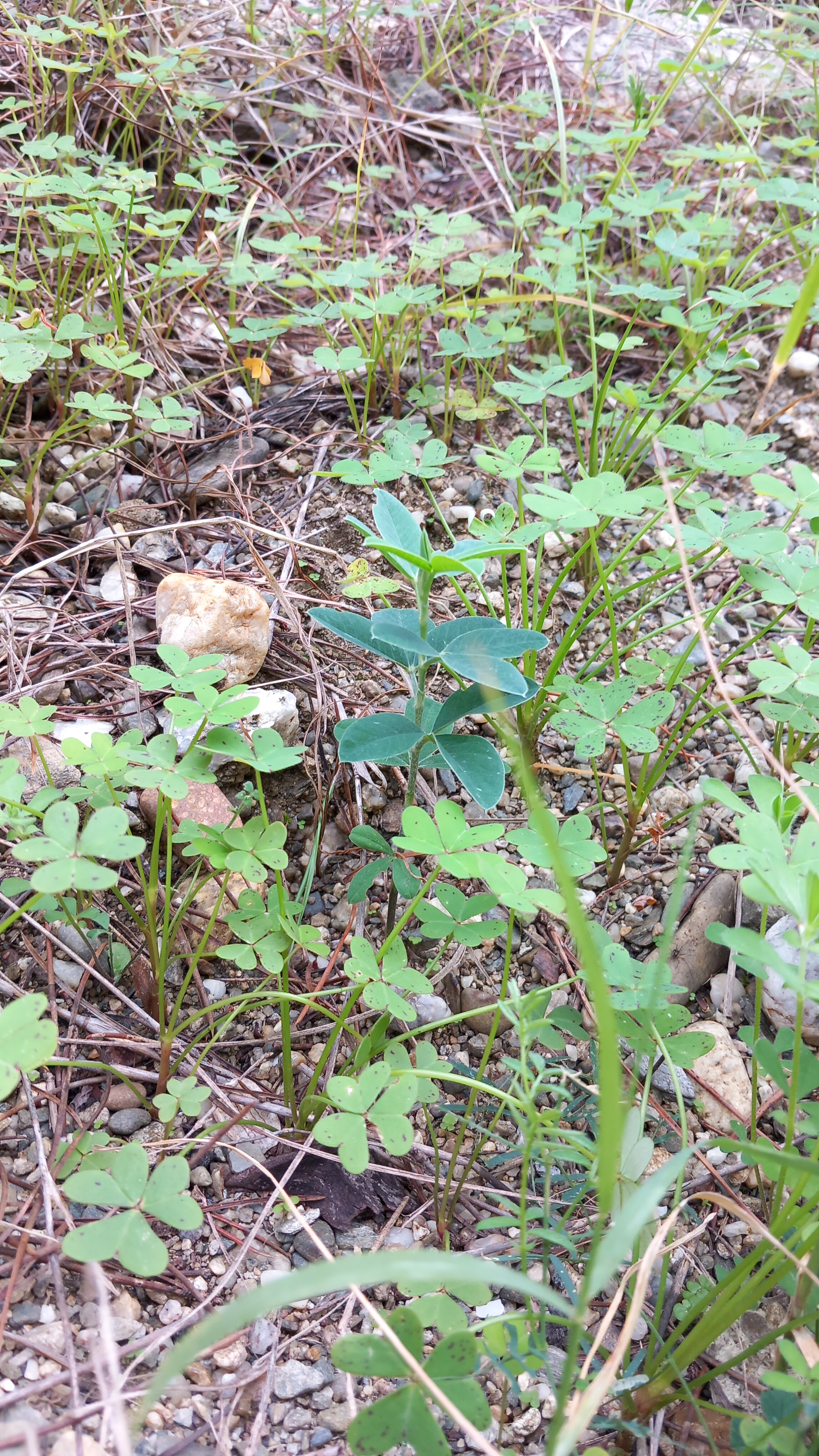
Plantula in inverno

I fiori compaiono all'inizio della primavera (febbraio-marzo) e hanno la caratteristica forma irregolare dei fiori delle leguminose, ma con stendardo ridotto. Sono di colore giallo con sfumatura verdastra.
Il frutto è un legume. Il baccello è ellittico, di 6-20 x 1,5-3 cm, pedicellato, glabro, secco, indeiscente o tardivamente deiscente, di colore prima verde e poi crema, con 1-6 semi, reniformi, ± compressi, di 7,7-10 x 10-15 mm, lisci, lillacini (viola scuro) a volte con macchie giallastre. 
Tutte le parti della pianta, ma particolarmente i semi, sono velenosi, per la presenza di alcaloidi, in particolare l'anagirina e la citisina.

## Biologia
Il legno puzzo è una delle pochissime specie europee (forse l'unica) a essere impollinata da uccelli dei generi Sylvia e Phylloscopus (impollinazione ornitogama) .

## Distribuzione e habitat
Anagyris foetida è spontanea in tutto il bacino del Mediterraneo (Europa meridionale, Nordafrica e Medio Oriente). In Italia è presente in tutta l'Italia pensinsulare e nelle isole maggiori.
Viene considerata una specie relitta di un'estinta flora subtropicale del Terziario.

## Tassonomia
Il genere Anagyris è strettamente affine al genere Thermopsis ed è inserito nella tribù delle Termopsidee.
In passato Anagyris foetida veniva considerata come l'unica specie del genere; attualmente si riconosce come specie distinta Anagyris latifolia, endemica delle Canarie.